# Kerry Wood
Kerry Lee Wood (* 16. Juni 1977 in Irving, Texas) ist ein ehemaliger US-amerikanischer Baseballspieler in der Major League. Er spielte zuletzt als Relief Pitcher für die Chicago Cubs.

## Karriere
Woods wurde von den Chicago Cubs in der ersten Runde des MLB Drafts 1995 als vierter Spieler insgesamt gewählt. Er spielte drei Jahre in den Minor Leagues. Am 12. April 1998 hatte er für die Cubs sein Debüt in der Major League. In seinem fünften Spiel als Starting Pitcher ließ er nur einen Hit, keinen Walk und keinen Run zu und erreichte 20 Strikeouts gegen die Houston Astros. Damit stellte er den von Roger Clemens gehaltenen Rekord für Strikeouts in neun Innings ein. Dieses Spiel gilt in der MLB als das Dominanteste gepitchte Spiel aller Zeiten. Zum Schluss der Saison 1998 hatte er einen Record von 13-6 und wurde als Rookie of the Year ausgezeichnet. 1999 unterzog Wood sich der Tommy John Surgery und fiel für die ganze Saison aus. 2000 spielte er wieder, konnte mit einem Record von 8-7 aber nicht an seine früheren Leistungen anknüpfen. 2001 hingegen lag er bei 12-6 und einem ERA von 3.36. Im folgenden Jahr standen ein Win-Loss von 12-11 und ein ERA von 3.67 zu Buche. 2003 steigerte Wood sich erneut mit 266 Strikeouts, einem Record von 14-11 und einem ERA von 3.20. Sein Fastball war mit einer Durchschnittsgeschwindigkeit von 95,4 mph der schnellste aller Starter in der Major League. Trotz 100 Walks und 24 zugelassenen Homeruns wurde er in das All-Star-Team der National League gewählt. In der National League Division Series erzielte er zwei Siege gegen die Atlanta Braves und war Starting Pitchter in Spiel 3 der National League Championship Series 2003 (NLCS), das die Cubs nach Zusatzinnings gewinnen konnten. Im entscheidenden siebten Spiel verloren die Cubs jedoch gegen den späteren Sieger der World Series, die Florida Marlins. In jenem Spiel schlug Wood den ersten Home Run eines Pitchers in der NLCS seit 1984.
2004 konnte er nur 8 Spiele gewinnen und zwei Monate wegen einer Verletzung nicht spielen. Die Probleme setzen sich in der Saison 2005 fort. Ende August 2005 musste er sich einer Operation unterziehen und fiel für den Rest der Saison aus. Während des Spring Trainings 2006 erlitt er verschiedene Verletzungen, die eine weitere Operation am Knie erforderlich machten. Nach einem Start im Mai kehrte er im Juni auf die Verletztenliste zurück. Aufgrund seiner häufigen Verletzungen war Wood 2007 damit einverstanden, als Relief Pitcher eingesetzt zu werden. Zu Saisonbeginn fand er sich jedoch erneut auf der Verletztenliste wieder und kehrte erst Anfang August wieder auf den Mound zurück. In der restlichen Saison wurde er in 22 Spielen eingesetzt. Seine auf ein Inning beschränkten Einsätze sicherten den Cubs den Sieg in der Central Division der NL. Nach der Saison 2007 wurde er Free Agent und schloss mit den Cubs einen Ein-Jahres-Vertrag über 4,2 Millionen US-Dollar. Im Spring Training 2008 konnte er sich gegen Bob Howry und Carlos Marmol durchsetzen und erhielt die Aufgabe des Closers. Den ersten Save seiner Karriere erzielte er am 3. April 2008 gegen die Milwaukee Brewers. Bei 39 Gelegenheiten konnte er 34 Saves bei 82 Strikeouts erzielen und wurde in das All-Star-Team der NL gewählt.
Nachdem die Cubs im November 2008 Kevin Gregg als neuen Closer von den Marlins erworben hatten, teilte Jim Hendry, General Manager der Cubs, mit, dass der Club nicht beabsichtige, den Vertrag mit Wood zu verlängern. Am 13. Dezember 2008 unterschrieb Wood einen Zwei-Jahres-Vertrag bei den Cleveland Indians. Am 17. Juli 2010 wurde er zum vierzehnten Mal in seiner Karriere auf die Verletztenliste gesetzt. Am 31. Juli, dem letzten möglichen Tag für einen Spielerwechsel, wurde er von den Indians zu den New York Yankees transferiert. Dort kam er – zumeist im vorletzten Inning – als Relief Pitcher zum Einsatz. Bis Ende September ließ er in 21 aufeinander folgenden Einsätzen keinen Run zu. Nach Schluss der Saison entschieden sich die Yankees, eine Option zur Vertragsverlängerung für 11 Millionen US-Dollar nicht wahrzunehmen. Im Dezember 2010 kehrte Wood zu den Chicago Cubs zurück, die ihm einen Einjahresvertrag für 1,5 Millionen US-Dollar angeboten hatten.

## Privatleben
Wood ist verheiratet und hat mit seiner Frau Sarah einen 2006 geborenen Sohn, Justin Dean. Er lebt mit seiner Familie in Chicago.